# Јапанска тешка крстарица Могами
Крстарица Могами (јап:最上 重巡洋艦)је била први од четири брода јапанских тешких крстарица класе Могами. Она је добила име по реци Могами, која протиче кроз регион Тохоку на оству Хоншу, Јапан. Бродови класе Могами су изграђени као лаке крстарице (по Вашингтонском поморском уговору), са 5 троцевних топова од 155 mm. Они су били изузетно велики за лаке ксртарице, а платформе за топове главне артиљерије, биле су дизајниране тако, да су на њих могле веома брзо да се поставе двоцевне куле са топовима од 203 mm. Сва четири брода су 1937. године преправљена у тешке крстарице.

## Позадина
Крстарице класе Могами грађене су по програму за попуну флоте из 1931. године. Пројектовао их је Јузуру Хирага, придржавају ћи се максималних ограничења са којима се сложио Јапан по Вашингтонском поморском уговору, користећи најновију технологију. За оружја главне артиљерије су одабрани топови од 155 mm, двоструке намена – против-бродски и против-авионски, смештених у 5 троцевних кула са вертикалном елевацијом од 55°. Да би се уштедело на тежини, коришћено је електрично заваривање, као и алуминијун у надградњи, који је упетребљен за један левкасти димњам. Нови импулсни турбински мотори, спојени са врло тешком против-авионском одбраном, обезбеђивали су овој класи бродова велику брзину и безбедност. Међутим, бродови класе Могами, су били такође мучени техничким проблемима, због своје не тестиране опреме, а показало се да је велика тежина стварала проблеме у стабилности, приликом лоших временских услова.

## Служба

### Рани период
Градња крстарице Могами завршена је 28. јула 1935. године у бродоградилишту Куре, а 1937. године је преправљена у тешку крстарицу.
Средином 1941. године, крстарица Могами учествује у окупацији Кочинчина - Француска Индокина, из своје истурене оперативне базе на Хаинану, након што је Вишијевска Француска предала Јапану на употребу ваздухопловне објекте и поморске базе, од јула 1941. године. У време напада на Перл Харбор, Могами је придодата заштити инвазије на Малајско полуострво, као део 7 дивизије крстарица из састава Прве Јужне Експедиционе флоте, под командом вицеадмирала Озаве, и вршила је ближу заштиту јапанским искрцавањима трупа код места Сингора, Патани и Кота Бару.
Децембра 1941. године, Могами уз задатак инвазије код места Саравак, заједно са крстарицом Микима, штити и искрцавања јапанских трупа код града Кучинг. Фебруара 1942. године, Могами је укључена у заштиту искрцавања јапанских трупа на острва Јава, Борнео и Суматра. Дана, 10. фебруара, крстарице Могами и Чокаи су нападнуте од америчке подморнице Сиреивн, која испаљује четири торпеда, али сва промашују.

### Битка у мореузу Сунда
У 23:00 сати, 28. фебруара 1942. године, тешке крстарице Микума и Могами, разарач Шикинами, лака крстарица Натори и разарачи Ширакумо, Муракумо, Ширајуки, Хацујуку и Асаказе улазе у борбу са крстарицама Хјустон и Перт, након што су савезнички бродови напали јапанске транспорте у мореузу Сунда. Обе савезничке крстарице су попопљене током ове битке, а Јапанци губе транспортни брод Рјуџо Мару (могуће да је потопљен јапанским торпедом). На броду се налазио и командант јапанске 16. армије – генерал-лајтант Хитоши Имамура, који се пребацио на други брод.
Марта, Могами и 7. дивизија крстарица базирају у Сингапуру и покривају јапанска искрцавања на Суматру и Андаманска острва.

### Индијско океански препад
Од 1. априла 1942. године, 7. дивизија крстарица се прикључује 4. дивизији крстарица ради учествовања у препаду на Индијски океан. Микума, Могами и разарач Амагири су издвојени и формирају „Јужну групу“ која је ловиила трговачке бродове по Бенгалском заливу, док су у исто време, крстарица Чокаи и 3. флотола разарача (лака крстарица Јура и разарачи Ајанами, Југири, Асагири и Шиоказе) покривале северну област. Током ове операције „Јуној групи“ је приписано уништење британских трговачких бророва: Dardanus (7.726 тона), Ganara (5.281 тона) и Indora (6,622 тоне) на путу Калкута - Маурицијус.
Дана, 22. априла 1942. године, 7. дивизија крстарица се враћа у базу Куре, где крстарица Могами одлази у суви док ради ремонта. Дана, 26. маја, 7. дивизија крстарица долази у базу на Гваму, где се припрема за заштиту Мидвејске инвазионе транспортне групе, која је била под командом контраадмирала Танаке.

### Битка за Мидвеј
Дана, 5. јуна, адмирал Исороку Јамамото, командант Комбиноване флоте, наређује 7. дивизији крстарица да бомбардује острво Мидвеј у склопу припрема за искрцавање јапанских трупа. Седма дивизија крстарица и 8. дивизија разарача су били око 410 наутичких миља удаљене од острва, стога су оне пловиле брзином од скоро 35 kn (65 km/h). Како је море било немирно, разарачи су све више заостајали. У 21:20 стигло је ново наређење, којим се отказује напад. Међутим, према колони 7. дивизије крстарице, појављује се траг торпеда који је испаљен са америчке подморнице Тембур, а опажен са крстарице Кумано. Кумано сигнализира један истоветан обрт од 45° ка десном боку, избегавајући могуће торпедо. Тај опасан окрет био је тачно изведен од заставног брода и крстарице Сузујо, али трећи брод у линији, Микума, обрће се погрешно за 90°, док се брод иза ње, Могами, обрће за 45°, како је наређено. Као резултат овог лошег скретања, долази до судара, у коме Могами прамцем удара Микуму, и пробија оплату брода испод командног моста. Предњи део крстарице Могами је био јако оштећен услед судара. Микумини танкови за нафту са десне стране били су пробијени и из њих је излазила нафта, премда су остале штете биле безначајне. Разарачи Арашио и Асашио добијају наређење да остану и ескортују крстарице Могами и Мукуму. У 05:34 сати, усамљене крстарице Микума и Могами су бомбардоване из велике висине од осам бомбардера Боинг Б-17 Летеће тврђаве, које су узлетеле са Мидвеја, али су избегнуте све бомбе. У 08:05 сати, шест авиона  донтлис и шест авиона Војт СБ2У, такође са Мидвеја, нападају Микуму и Могами, али ни они не постижу директне поготке, премда су неке бомбе пале веома близу бродова.
Следећег јутра, 6. јуна 1942. године, док су Микума и Могами пловиле ка острву Вејк, напало их је 81 обрушавајућих бомбардера SBD донтлис са носача авиона Ентерпраис и Хорнет. Микума је била погођена са најмање пет бомбе, које су изазвале пожаре по целом броду. Услед велике топлоте, њена торпеда су се усијала и изазвала уништавајуће експлозије, које потапају брод. Оба разарача - Арашио и Асашио, су била погођена са по једном бомбом. Могами је погођена са шест бомбе, али је остала на површини и успела да се спаси. Њена кула главне артиљерије број 5, била је потпуно уништена, а укупно је погинуло 81 члан посаде.

### Предах у Јапану
Могами се придружује 7. дивизији крстарица 8. јуна, и на њој се у бази Трук врше најхитније поправке. Дана, 20. јуна, команду над 7. дивизијом крстарица преузима контраадмирал Шоџи Нишимура, и 7. дивизија крстарица је уврштена у Трећу флоту. Могами се враћа у Јапан где од 25. августа у бродоградилишту у Сасебу полази кроз велику преправку у крстарицу носач хидроавиона са унапређеним флотним извиђачким способностима. Њена кула број 4 и остаци куле број 5 су уклоњени а крмени магацини су преправљени у танкове за бензин и муницијска складишта. Палуба према крми је повећана и опремљена системом шина које су подешене за утовар планираних 11 извиђачких хидроавиона Аичи Е16А. Двоцевни против-авионски топови од 25 mm и митраљези од 13 mm, замењени су новим троцевним против-авионским топовима од 25 mm – Тип-96, а постављен је и радар за ваздушно осматрање – Тип-21. Како нови авиони E16A нису били још доступни, три стара двоседна двокрилца Мицубиши Ф1М1 и четири троседна извиђачка хидроавиона Аичи Е13А1 су била укрцана. Изградња је завршена 30. априла 1943. године, и Могами се прикључује Првој флоти.
Дана, 22. маја, крстарица Могами се судара са танкером Тоа Мару у Токијском заливу, али су оштећена била незнатна. Док се налазила у Хаширађими, 8. јуна, Могами је била усидрена у близини бојног брода Муцу, који је нешто касније експлодирао и потонуо. Са Могамија су послати чамци за спашавање, али нису пронашли ни једног преживелог бродоломца.
Дана, 9. јула 1943. године, Могами напушта Јапан и одлази ка бази Трук, пратећи велики конвој са трупама и опремом. Током пута, конвој је неуспешно нападнут од америчке подморнице Тиноса, а након испоруке у базу Трук, она наставља ка Рабаулу.
Од августа до новембра, Могами врши већи број извиђања из базе Трук, тражећи америчку флоту, као одговор на америчке пробне нападе на Маршалска острва. Од 3. новембра, 4-та, 7-ма и 8-ма дивизија крстарица се придружују фронту на Соломоновим острвима, у нападу на америчке снаге са Бугенвила. Међутим, на судришту Рабаула, 5. новембра, Могами је нападнута од обрушавајућих бомбардера СДБ са носача авиона Саратога и погођена је једном бомбом. На њој избија пожар, а 19 чланова посаде гине.
Након поправке у бази Трик, Могами добија наређење да се врати у Јапан. Док се налазила у бази Куре, од 22. децембра, на њеној крменој палуби је постављено 8 једоцевних против-авионских топова од 25 mm, чиме је број цеви увећан на 38. По завршетку комлетирања, 8. марта 1944. године, Могами одлази ка Сингапуру, где стиже недељу дана касније.

### Битка у Филипинском мору
Дана, 13. јуна 1944. године, адмирал Соему Тојода, командант Комбиноване флоте, активири план „А-ГО“, ради одбране Маријанских острва. Могами је прикључена снагама „Б“, које су биле под командом контраадмирала Јошиме, заједно са носачима авиона Џунјо, Хијо и Рјухо, и бојним бродом Нагато, а пловиле су иза Куритиних извиђачкиг снага „Ц“.
У 05:30 сати, 19. јуна, Могами лансира два извиђачка хидроавиона. Касније у току дана, јапнске мобилне снаге нападају авионима америчку оперативну ескадру ТФ-58, али трпе огромне губитке у „Великом Маријанском лову на ћуране“. У 20:30 сати, 20. јуна, два сата након што је погођен са два торпеда, избачених из авиона Граман  са носач авиона Бело Вуд, јапански носач авиона Хијо експлодира и тоне. Те ноћи, Могами се повлачи са остатком флоте према Окинави.
По повратку у базу Куре, 25. јуна 1944. године, Могами је поново опремљена. Четири троцевна и 10 једноцевна против-авионска топа од 25 mm је постављено, што повећава број њихових цеви на 60 (14x3 и 18x1), а постављени су и нови радари; за површинско осматарање – Тип-22, и ваздушно осматрање – Тип-13. Дана, 8. јула 1944. године, Могами напушта базу Куре и одлази ка Сингапуру, где је ангажована у патролирању у области Сингапур – Брунеји, до средине октобра.

### Битка у заливу Лејте
У другој половини октобра, јапанска флота се окупља и испловљава из база на острву Брунеји, као одговор на америчку инвазију Филипина. Ујутро, 24. октобра 1944. године, вицеадмирал Нишимура наређује да се са крстарице Могами лансира хидроавион који треба да извиди залив Лејте. Авион шаље извештај у коме се каже да је опазио 4 бојнна брода, две крстарице и око 80 транспорних бродова у области искрцавања, а четири разарача и неколико торпедних чамаца у близини мореуза Суригао. Додатно је јављено о 12 носача авиона и 10 разарача, који су се налазили око 40 наутичких миља југоисточно од острва Лејте. Јапанска оперативна ескадра је нападнута у Сулуском мору од 26 америчких авиона са носача авиона Ентерпраис и Френклин. У овом нападу, Могами је незнатно оштећена од рафала и ракета.

### Битка у мореузу Суригао
Дана, 25. октобра 1944. године, између 03:00 и 03:30 сати, јапанске снаге су нападнуте од америчких торпедних чамаца и разарача. Бојни бродови Фусо и Јамаширо су погођени торпедима, а разарач Јамагумо је потопљен, док је разарач Мичишио оштећен, али Могами пролази без оштећења. Оба бојна брода - Фусо и Јамаширо, касније су потопљена. Између 03:50 и 04:02 сати, након уласка у мореуз Суригао, крстарица Могами је погођена са четири пројектила од 8 инча (203 mm), која уништавају оба командна моста и против-авионски одбрамбени центар. Том приликом гине капетан брода и извршни официр, те стога, команду над бродом преузима главни артиљеријски официр. У исто време, приликом покушаја да се повуче ка југу, заставни брод Начи се окреће и судара са крстарицом Могами. Прамац крстарице Начи је доста оштећен и у њу продире знатна количина воде. На крстарици Могами је рупа на десном боку била изнад водене линије, али пламен загрева пет торпеда која експлодирају и уништавају машине на десном боку.
Између 05:30 и 05:35 сати, оштећена Могами је поново погођена са десет до двадесет пројектила од 6 инач (152 mm) и 8 инча (203 mm) са крстарица Портланд, Луисвил и Денвер. Око 08:30 сати, престају да раде и машине на левом боку. У 09:02 сати, док је крстарица ношена тамо амо, њу нападају 17 торпедних-бомбардера Граман ТБМ из ТГ-77.4.1 и погађају је са две бомбе.
У 10:47 сати, Могами је напуштена, а у 12:40 сати, разарач Акебоно испаљује једно торпедо, да би се убрзало потонуће брода. Крстарица Могами тоне у 13:07 сати, и разарач Акебоно сакупља око 700 преживелик чланова посаде, али је 192 члана посаде отишло на дно, заједно са својим бродом.
Могами је избрисана из списка флоте 20. децембра 1944. године.

## Листа Капетана
- Капетан Барон Томошиге Самеђима - 28. јул 1935 — 15. новембар 1935.
- Капетан Сеиичи Ито - 15. новембар 1935 — 15. април 1936.
- Капетан Тецури Кобајаши - 15. април 1936 — 1. децембар 1936.
- Капетан Сеиго Такацука - 1. децембар 1936 — 20. април 1938.
- Капетан Кеизо Чиба - 20. април 1938 — 15. новембар 1939.
- Капетан Шунђи Изаки - 15. новембар 1939 — 8. јануар 1941.
- Капетан Такео Аруга - 8. јануар 1941 — 10. септембар 1941.
- Капетан Акира Сођи - 10. септембар 1941 — 10. новембар 1942.
- Капетан Сеиго Сасаки - 10. новембар 1942 — 14. април 1943.
- Капетан Ичиро Аитоку - 14. април 1943 — 10. април 1944.
- Капетан/Контраадмирал Рјо Тома - 10. април 1944. - † 25. октобар 1944.